# São José do Inhacorá
São José do Inhacorá este un oraș în Rio Grande do Sul (RS), Brazilia.